# 渡部龍朗
渡部 龍朗（わたなべ たつお、1980年2月19日 - ）は男性ナレーター、声優。フリー。福島県会津若松市生まれ。日本大学藝術学部演劇学科卒業。落語研究会出身。
朗読作品専門の制作会社、アイ文庫での活動が多い。

## 出演作品

### オーディオブック
- 三省堂聞く教科書シリーズ 高等学校世界史（朗読）
- 三省堂聞く教科書シリーズ 高等学校政治・経済（朗読）
- 銀河鉄道の夜（朗読）